# Eridolius bimaculatus
Eridolius bimaculatus är en stekelart som först beskrevs av Holmgren 1856.  Eridolius bimaculatus ingår i släktet Eridolius och familjen brokparasitsteklar. Arten är reproducerande i Sverige. Inga underarter finns listade i Catalogue of Life.